# Antoni Chrząszczewski
Antoni Robert Felicjan Chrząszczewski, krypt.: A. C., (ur. 6 czerwca 1770 w Pieczychwostach, zm. 1851 w Międzyrzeczce) – literat, pamiętnikarz, poeta, oficer w powstaniu listopadowym, szlachcic w służbie Potockich.

## Życiorys
Urodził się na Wołyniu, jako syn Józefa, dzierżawcy Pieczychwostów, a od roku 1782 także Bezpiecznej i Zielonego Rogu (Ukraina). Szwagier Dyzmy Bończy-Tomaszewskiego. Wykształcenie zdobył w Humaniu, następnie do 23 maja roku 1791 służył w kawalerii narodowej. W latach 1790–1791 przebywał w Warszawie i pełnił funkcję stałego korespondenta sejmowego Szczęsnego Potockiego, osobiście należąc do zwolenników stronnictwa reform. W tym okresie poślubił Marię Kucharską. Nie zgodził się na przyjęcie stanowisk (cywilnych i wojskowych) zaproponowanych przez konfederację targowicką. Wkrótce potem pełnił na Wołyniu obowiązki lektora i sekretarza ociemniałego gen. Bobra. W pierwszych latach wieku XIX (według Markiewicza; inne źródła podają wcześniejszą datę) osiadł na Ukrainie, gdzie pełnił funkcję głównego rachmistrza, a następnie nadleśniczego w dobrach rodu Potockich. W roku 1828, po uzyskaniu emerytury, osiadł w Smerdłykowie (pow. humański).
W powstaniu listopadowym brał udział jako podporucznik i 8 marca 1831 został odznaczony Orderem Virtuti Militari.
Po śmierci żony (1847), przeprowadził się do swego syna do Międzyrzeczki, gdzie też zmarł w roku 1851.

## Twórczość
Był pamiętnikarzem, opisywał dzieje rodziny Potockich i ich związki z rodziną carską. Jego pamiętniki i rękopisy przed II wojną światową przechowywano w Kórniku. Publikowane jako dodatki do Pamiętników Ochockiego, w 1857 roku przez Kraszewskiego obrazują losy kresów wschodnich i rodu Potockich na przełomie XVIII i XIX wieku. Wydano także: Pamiętniki oficjalisty Potockich z Tulczyna Wyd., wstęp i komentarz J. Piechowski, Wrocław - Warszawa - Kraków - Gdańsk, Ossolineum, 1976.
Ważniejsze utwory
- Odpowiedź na "Uwagi nad Jagiellonidą" umieszczone w numerze pierwszym Pamiętnika Warszawskiego r. 1819, Pamiętnik Warszawski, t. 14 (1819), s. 273-295; przedr. W. Bilip w: Mickiewicz w oczach współczesnych... Antologia, Wrocław 1962, aneks, (pierwodruk pod krypt. A. C., Chrząszczewskiemu przypisał S. Goszczyński)
- Rodowód Potockich aż do nowszych czasów, z ciekawymi dokumentami z archiwum tulczyńskiego, ułożony pracą i staraniem..., 1820, rękopis: Biblioteka Kórnicka, sygn. 1174
- Pamiętniki, fragmenty wyd. J. I. Kraszewski: Pamiętniki Jana Duklana Ochockiego, t. 4, Wilno 1857, s. 222-230; także wyd. 2, t. 4, Warszawa 1882; autograf całości znajduje się w Bibliotece Kórnickiej, zeszyt 1-4, sygn. 1154; kopia w Bibliotece Czartoryskich, sygn. 2318 i w Ossolineum, sygn. 4754.

Ponadto poezje i inne prace literackie Chrząszczewskiego zachowały się w rękopisach Biblioteki Kórnickiej, sygn.: 1155 (autograf), 1257, 1274.
Przekłady
- P. Piasecki: Kronika. Polski przekład wedle dawnego rękopismu, poprzedzony studium krytycznym nad życiem i pismami autora J. Bartoszewicza, wyd. K. W. Wójcicki, Kraków 1870
- C. F. Pyrrhys de Varille: Treść historii politycznej narodu polskiego, rękopis: Biblioteka Kórnicka, sygn. 1150, (przekł. z języka łacińskiego).

Listy
- Do S. Sz. Potockiego z Warszawy z lat 1790–1791, zbiór znajdował się w archiwum tulczyńskim (oglądał go osobiście A. Rolle)
- Listy z lat 1813–1846 do: Wróblewskiego(?) z roku 1813; K. Mickowskiego z lat 1817–1846 i brak daty; G. Hołowińskiego z lat 1819–1827 i brak daty; do nieznanej z nazwiska osoby, brak daty; rękopis: Biblioteka Kórnicka, sygn. 1257.

## Literatura dodatkowa
- Adam Skałkowski: Chrząszczewski Antoni. W: Polski Słownik Biograficzny. T. 3: Brożek Jan – Chwalczewski Franciszek. Kraków: Polska Akademia Umiejętności – Skład Główny w Księgarniach Gebethnera i Wolffa, 1937, s. 476–477. Reprint: Zakład Narodowy im. Ossolińskich, Kraków 1989, ISBN 83-04-03291-0
- T. 4: Oświecenie. W: Bibliografia Literatury Polskiej – Nowy Korbut. Warszawa: Państwowy Instytut Wydawniczy, 1966, s. 360.